# 1098 Hakone
1098 Hakone este un asteroid din centura principală, descoperit pe 5 septembrie 1928, de Okurō Oikawa.